# Казотто, Джованна
Джованна Казотто (итал. Giovanna Casotto, род. 2 августа 1962, Дезио, Ломбардия) — итальянская художница и иллюстратор комиксов, известная своими эротическими комиксами.

## Жизнь и карьера
Казотто родилась в Дезио, Ломбардия. С детства Джованна увлекалась рисованием и комиксами; до того, как заняться комиксами профессионально, она была домохозяйкой. Она посещала Школу комиксов в Милане в течение трёх лет, после чего опубликовала несколько работ для журнала Intrepido, написанных Мауро Мурони. В 1994 году она познакомилась с Франко Сауделли, с которым стала часто сотрудничать.
В 1991 году издатель Стефано Трентини предложил ей рисовать истории о футболе, но она отказалась, так как этот жанр её не привлекал. Сам Трентини, три года спустя, вовлёк её в проект журнала эротической культуры и комиксов Selen. Когда журнал закрылся, она перешла в аналогичное ежемесячное издание Blue, издаваемое Coniglio Editore, и начала публиковать эротические рисунки для английского журнала Desire. Истории Казотто были впервые опубликованы в США в 1994 году в серии Bitch in Heat издательства Fantagraphics Eros Comix.
Эротические истории Казотто вдохновлены эстетикой пин-ап 1950-х годов. Она часто позировала в качестве фотографического образа для комиксов.